# Liga Asobal 2023-24
La Liga Asobal 2023-24 es la 34.ª edición de la Liga Asobal de balonmano, la máxima categoría del balonmano español.

## Equipos
| - Fútbol Club Barcelona - Fraikin BM. Granollers - Abanca Ademar León - Frigoríficos del Morrazo - BM Logroño La Rioja - Fertiberia Puerto Sagunto - TM Benidorm - Viveros Herol BM Nava |  | - Bidasoa Irún - Helvetia Anaitasuna - Rebi Balonmano Cuenca - Balonmano Sinfín - Bada Huesca - Recoletas Atlético Valladolid - Ángel Ximénez-Puente Genil - Bathco BM. Torrelavega |  |

### Equipos por comunidad autónoma
| Comunidad Autónoma   | Nº de equipos | Equipos                                                                   |
| -------------------- | ------------- | ------------------------------------------------------------------------- |
| Castilla y León      | 3             | Abanca Ademar León, Recoletas Atlético Valladolid y Viveros Herol BM Nava |
| Cataluña             | 2             | Fraikin BM. Granollers y Fútbol Club Barcelona                            |
| Cantabria            | 2             | Balonmano Sinfín y Bathco BM. Torrelavega                                 |
| Comunidad Valenciana | 2             | TM Benidorm y Fertiberia Puerto Sagunto                                   |
| Galicia              | 1             | Frigoríficos del Morrazo                                                  |
| Castilla-La Mancha   | 1             | Rebi Balonmano Cuenca                                                     |
| Andalucía            | 1             | Ángel Ximénez-Puente Genil                                                |
| Aragón               | 1             | Bada Huesca                                                               |
| La Rioja             | 1             | BM Logroño La Rioja                                                       |
| Navarra              | 1             | Helvetia Anaitasuna                                                       |
| País Vasco           | 1             | Bidasoa Irún                                                              |

## Clasificación
|                                                                   | Equipo                        | Puntos | J  | G  | E | P  | GF   | GC  | DG   |
| ----------------------------------------------------------------- | ----------------------------- | ------ | -- | -- | - | -- | ---- | --- | ---- |
| 1                                                                 | Barça                         | 59     | 30 | 29 | 1 | 0  | 1161 | 772 | 389  |
| 2                                                                 | Bidasoa Irún                  | 43     | 30 | 20 | 3 | 7  | 935  | 815 | 120  |
| 3                                                                 | Fraikin BM. Granollers        | 42     | 30 | 18 | 6 | 6  | 960  | 887 | 73   |
| 4                                                                 | BM Logroño La Rioja           | 40     | 30 | 19 | 2 | 9  | 925  | 876 | 49   |
| 5                                                                 | Abanca Ademar León            | 34     | 30 | 14 | 6 | 10 | 964  | 906 | 58   |
| 6                                                                 | Viveros Herol BM Nava         | 33     | 30 | 14 | 5 | 11 | 902  | 934 | -32  |
| 7                                                                 | Recoletas Atlético Valladolid | 31     | 30 | 15 | 1 | 14 | 900  | 910 | -10  |
| 8                                                                 | Bada Huesca                   | 30     | 30 | 13 | 4 | 13 | 909  | 948 | -39  |
| 9                                                                 | Helvetia Anaitasuna           | 30     | 30 | 14 | 2 | 14 | 885  | 920 | -35  |
| 10                                                                | TM Benidorm                   | 25     | 30 | 9  | 7 | 14 | 877  | 894 | -17  |
| 11                                                                | Bathco BM. Torrelavega        | 25     | 30 | 12 | 1 | 17 | 897  | 933 | -36  |
| 12                                                                | Ángel Ximénez-Puente Genil    | 25     | 30 | 11 | 3 | 16 | 834  | 871 | -37  |
| 13                                                                | Rebi Balonmano Cuenca         | 25     | 30 | 11 | 3 | 16 | 861  | 902 | -41  |
| 14                                                                | Frigoríficos del Morrazo      | 24     | 30 | 8  | 8 | 14 | 885  | 954 | -69  |
| 15                                                                | Balonmano Sinfín              | 8      | 30 | 2  | 4 | 24 | 810  | 994 | -184 |
| 16                                                                | Fertiberia Puerto Sagunto     | 6      | 30 | 2  | 2 | 26 | 784  | 973 | -189 |
| Fuente: Clasificación de la Liga Asobal; actualización automática |                               |        |    |    |   |    |      |     |      |

### Máximos goleadores
| Jugador           | Goles | Equipo                    |
| ----------------- | ----- | ------------------------- |
| Carlos Álvarez    | 200   | Abanca Ademar León        |
| Juan Castro       | 165   | Abanca Ademar León        |
| David Cadarso     | 163   | BM Logroño La Rioja       |
| Nacho Vallés      | 162   | TM Benidorm               |
| Rodrigo Benites   | 156   | Bada Huesca               |
| Adrián Nolasco    | 153   | Fertiberia Puerto Sagunto |
| Ramiro Martínez   | 151   | TM Benidorm               |
| Federico Pizarro  | 148   | Rebi Balonmano Cuenca     |
| Melvyn Richardson | 145   | FC Barcelona              |
| Mario Dorado      | 144   | Frigoríficos del Morrazo  |